# Camarón (Teruel)
Camarón es un despoblado medieval situado en el actual término municipal de Mas de Matas, en la comarca del Bajo Aragón de la provincia de Teruel.

## Toponimia
Existe una hipótesis toponímica que hace remontar el topónimo Camarón a partir del latín CAMERINUM, suponiendo que fue una fundación romana con colonos italos provinientes de los alrededores de la ciudad homónima CAMERINUM en Umbría. 
Otra hipótesis lo relaciona con el celta *CAMBOS ("curvado"), con sufijo -ón y r epentetica. En este caso se relacionaría con la palabra de la Ribera Alta del Ebro cama (parte de un campo que queda sin labrar entre un surco y la frontera).

## Historia
Camarón fue un núcleo importante de población durante el periodo de dominación musulmana. Fue reconquiestado definitivamente en el año 1169 por los calatravos de Alcañiz. Justo después de su reconquista definitiva los reyes Alfonso II y Pero II reconocieron Camarón como propiedad de Don Arnal Palacín. En el año 1185 Alfonso II dio Camarón y otros pueblos de los alrededores al arzebispo de Tarragona para que los repoblara, trayendo este repobladores catalanes, de quienes descienden los que hablan el actual catalán del Mezquín y Guadalope:

et universo eiusdem sedis conventui castellum de Monte Rubeo cum omnibus suis pertinentiis videlicet, cum Pinna Rubea, cum Turre de Arquis, cum castro de Herberio, cum pratis de Vinadacia, cum valle de Boxar et de Fredes, sicut ex omni extenditur parte usque ad portum Marie.

Dono etiam Kamaron cum omnibus suis pertinentiis, usque ad portum de Tevaro et usque ad portus de Mesquino et usque ad terminum Fontis Spatule, sicuti dividit cum Bognolo.

En el año 1194 Alfonso II concedió Carta Puebla a Camarón, mencionando sus términos:

et sicut omnia includuntur infra istos terminos subscriptos, scilicet, de illa serra de Fos Calanda de Pitarra et vadit ad vallem de Nuce, et sicut via de Alcorise exit ad Seno, et venit per illam serram de Seno et exit supra Benfigum, et includit Valipon, et sicut vadit ad connam de Xixileu et exit ad Carrum et Almanarellam, et includit Giagantam, et sicut talat et includit Petrafita et Quinque Turres, et sicut vertunt aque de Monte Labor versus Quinque Turres, et de illis molis d'Ares et de Asclum intus, et de La Lachava et de Balmana, et de Balinou et de Bel, et de Arber intus, et sicut claudit Morellum cum suis terminis, quam vobis dono et concedo quando Deus dederit illam in manum christianorum, et sicut de illis Germanellis et de Azenerola intus, cum illa canata de Berix et de Lena de Calanda, preter castrum de Boniol versus Camaronem.

Después devino propiedad de Blasco de Alagón. Entre los siglos XII y XIII Camarón se debió de despoblar debido a su posición de frontera conflictiva entre cristianos aragoneses y al-Ándalus. La conquista de Morella en 1232 terminó con este periodo de inestabilidad, pero también con su valor estratégico.
En el siglo XIII Camarón es mencionado como frontera en textos referentes a donaciones territoriales en el noroeste del término de Morella, y se sabe que algunos de los pocos repobladores de las propiedades entre Camarón y Morella eran de Montblanch. Camarón continuó siendo la cabecera de un ancho término que abracaba los actuales términos de Mas de las Matas, Aguaviva, La Ginebrosa, la Cañada de Verich y la Cerollera y que se confirmó en un texto de delimitación de 1260 establecida entre el comendador de Alcañiz y Blasco II de Alagón escrito en aragonés:

venimos a fine e amigable particion entre nos e partimos los terminos de Monroyo e de Camaron e de Buinol…

Camarón figura en el testamento de Blasco II de Alagón de 1272 junto con Buñuel, Aumicidiel, y la Pobla de la Ginebrosa y fue heredado por su hijo Artal IV de Alagón. Este testamento de 1272 es una de las primeras menciones a La Ginebrosa tras su reciente fundación.
En el año 1295 Artal IV de Alagón permutó estas propiedades por bienes de los templarios de Castellote. La Ginebrosa recibió una segunda carta puebla en el año 1291 en la que se le adjudicaban los anteriores términos de Camarón, que ya había quedado eclipsado como principal núcleo de población. Todavía se cita a Camarón en un texto del 24 de marzo de 1480:

…a la casa clamada de Camaron con un molino farinero de dos muelas finado en el termino del dito lugar de la Ginebrosa con sus apenditias et termino et heredades contiguas con la dita casa…

No obstante la fines del siglo XV se produjo una concentración de población alrededor de un más (masía) que formó un nuevo pueblo llamado Mas de los Matas, cerca de Camarón. En un texto del 24 de enero de 1533 todavía se refieren a Mas de las Matas como amasadas de las casas de Camarón, término del pueblo de la Ginebrosa. En el texto de separación de Mas de las Matas y Aguaviva con respecto a La Ginebrosa de 1611 se menciona a Camarón como una simple partida que se adjudica a Mas de las Matas.